# Lucrezia Borgia (film 1912)
Lucrezia Borgia è un film del 1912, diretto dal regista Gerolamo Lo Savio, sul personaggio di Lucrezia Borgia.

## Trama
Il film ripercorre i tratti della figlia dei Borgia, nobile casata medievale.
Dai suoi numerosi ed infelici matrimoni, fino alla monacazione forzata, per volere della sua famiglia.

## Distribuzione
Il film è uscito in Europa con i seguenti titoli: in Italia con Lucrezia Borgia, in Inghilterra e in USA con Lucretia Borgia e in Spagna con Lucrecia Borgia.